# 伊皿子坂

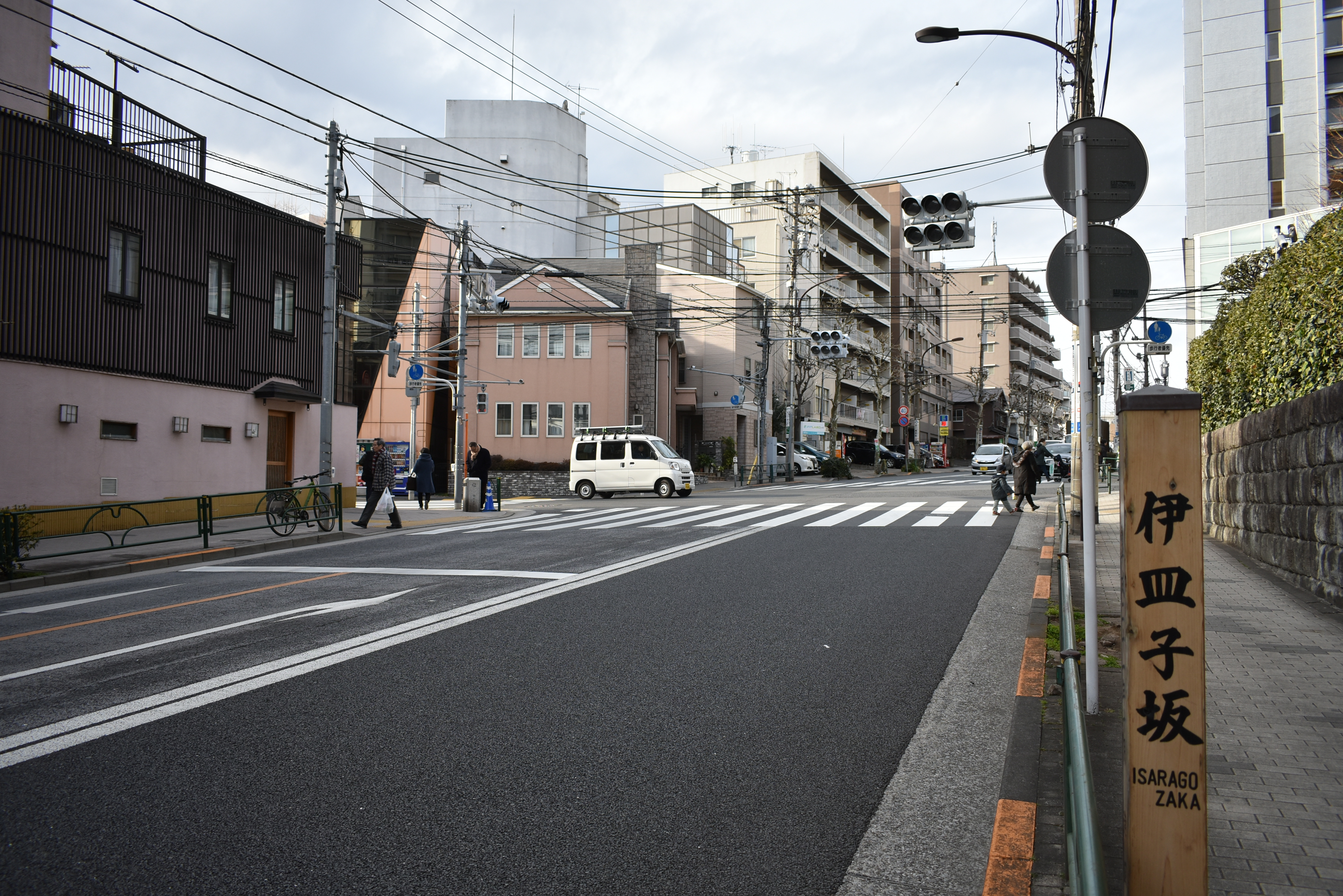
伊皿子坂（2019年1月25日撮影）

伊皿子坂（いさらござか）は、東京都港区三田四丁目、高輪二丁目の間に存在する坂。

## 地形
泉岳寺から上り坂に入り、頂上で魚籃坂に繋がる。江戸時代には、この坂から江戸湾が一望に見渡せた。付近には高輪皇族邸（旧高松宮邸）がある。

## 名称の由来
およそ1600年頃に、来日した明人が当地に帰化し、当時の外国人の呼称「エビス」「イベス」から自らを「伊皿子」（いびす）と名乗ったという。この帰化人の名が「伊皿子」という町名の由来とされる。
明国人「伊皿子」の墓所は高輪の浄土真宗本願寺派正源寺にある。

## 歯科医学教育発祥之地

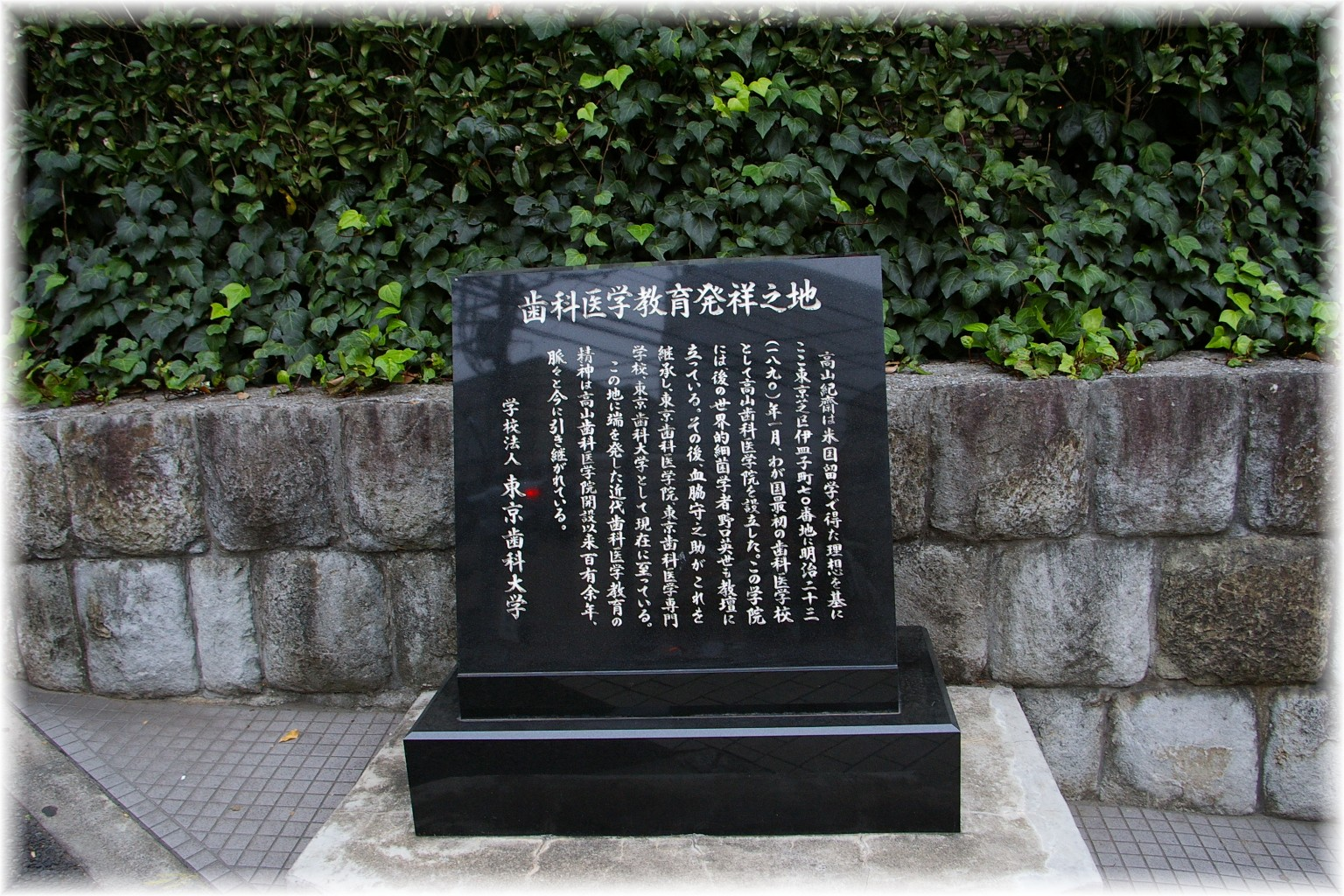
「歯科医学教育発祥之地」

明治時代には、坂上の伊皿子交差点付近（三田四丁目18番地）に高山歯科医学院（東京歯科大学の前身）が存在した。同所には「歯科医学教育発祥之地」が東京歯科大学によって設置されている。

## 補足事項
『江戸名所図会』に描かれた潮見坂は本所を指すと思われる。ただし、本来の潮見坂は別の場所（東京都港区三田四丁目2番地と4番地に挟まれた場所）に存在する。